# Kaj Leo Johannesen
Kaj Leo Holm Johannesen (Tórshavn, 28 de agosto de 1964) é um político, ex-handebolista e ex-futebolista feroês que atuava como goleiro. Foi primeiro-ministro do arquipélago entre 2008 e 2015, e atualmente preside o HB Tórshavn, onde jogou toda sua carreira no futebol.

## Carreira
Antes de tornar-se primeiro-ministro das Ilhas Feroe, Johannesen foi goleiro do HB Tórshavn, tendo atuado por 19 temporadas seguidas entre 1984 e 2002, voltando aos gramados em 2004 e encerrando sua carreira de jogador em 2007, aos 42 anos. Nas 3 passagens pelo HB, disputou 327 jogos.
Ele ainda jogou 4 vezes pela Seleção Feroesa, entre 1991 e 1992, além de ter ficado 18 partidas como opção a Jens Martin Knudsen, que defendia a equipe desde 1988. Além de jogar futebol, Johannesen foi também handebolista, e assim como fizera nos gramados, atuou em apenas um time - no caso, o Kyndil, fazendo 625 gols em 163 jogos.

## Política
Após deixar os gramados pela primeira vez, Johannesen entrou na política ao tornar-se vice-presidente do Comitê Nacional de Relações Exteriores e membro da Comissão do Trabalho. Em setembro de 2008, tornou-se primeiro-ministro das Ilhas Feroe, substituindo Jóannes Eidesgaard, e nas eleições parlamentares de 2011, teve 1.979 votos (maior votação para um candidato ao Parlamento). Este número foi superado em 2015, quando Aksel V. Johannesen (também ex-futebolista e que não possui parentesco em relação a Kaj Leo) recebeu 2.405 votos - na mesma eleição, o ex-goleiro teve apenas 603 sufrágios.

## Links
- Logting.fo
- Perfil em FaroeSoccer.com
- Kaj Leo Johannesen em National-Football-Teams.com